# Neopisinus
Genre
Neopisinus est un genre d'araignées aranéomorphes de la famille des Theridiidae.

## Distribution
Les espèces de ce genre se rencontrent en Amérique.

## Liste des espèces
Selon World Spider Catalog (version 16.0, 10/05/2015) :
- Neopisinus bigibbosus (O. Pickard-Cambridge, 1896)
- Neopisinus bruneoviridis (Mello-Leitão, 1948)
- Neopisinus cognatus (O. Pickard-Cambridge, 1893)
- Neopisinus fiapo Marques, Buckup & Rodrigues, 2011
- Neopisinus gratiosus (Bryant, 1940)
- Neopisinus longipes (Keyserling, 1884)
- Neopisinus putus (O. Pickard-Cambridge, 1894)
- Neopisinus recifensis (Levi, 1964)
- Neopisinus urucu Marques, Buckup & Rodrigues, 2011

## Publication originale
- Marques, Buckup & Rodrigues, 2011 : Novo gênero neotropical de Spintharinae (Araneae, Theridiidae). Iheringia (Zoologia), vol. 101, p. 372-381 (texte intégral).